# Šumice (okres Brno-venkov)
Šumice (německy Schömitz) jsou obec v okrese Brno-venkov v Jihomoravském kraji. Nacházejí se v Dyjsko-svrateckém úvalu, asi 6 km západně od Pohořelic. Žije zde 312 obyvatel. Obec je součástí sdružení obcí Čistá Jihlava a od roku 2013 je také členem místní akční skupiny Podbrněnsko. V rámci správy římskokatolické církve spadá pod farnost Loděnice u Moravského Krumlova.
Jde o vinařskou obec ve Znojemské vinařské podoblasti (viniční trať Vinohrady).

## Název
Jméno vesnice bylo odvozeno od osobního jména Šuma (jehož základem je sloveso šuměti). Původně šlo o pojmenování jejích obyvatel Šumici a jeho význam byl "Šumovi lidé". Do němčiny bylo jméno převedeno  (možná z české předlohy Šumnice) nejprve v podobě Schömnitz (zapisováno i Schemnitz), které se posléze změnilo na Schömitz. Vlivem německého jména se i v češtině ve středověku užíval tvar Šemnice.

## Historie
Nejstarší známá pečeť pochází ze 17. století. Je oválná a ve středu zobrazuje radlice čepelí vzhůru, mezi vnějším a vnitřním kroužkem je uveden nápis „SIGIL.DAS.DARF.SEMNYTZ.1676“. Tento pečetní symbol byl převzat také do návrhu nového znaku obce. Radlice byla doplněna vinným hroznem v erbovních barvách Lichtenštejnů a dvěma odvrácenými liliemi – atributem svatého Antonína.
Nejstarší dochovaná zmínka o dvoře v Šumicích pochází z roku 1365. Menší díl obce byl majetkově rozdroben mezi několik majitelů. Větší náležel klášteru Rosa coeli a roku 1443 přešel do držení louckého kláštera.
Roku 1531 získal ves Zikmund Válecký z Mírova na Olbramovicích. Olbramovická vrchnost se však připojila ke stavovskému povstání, za což jí byl po porážce stavů na Bílé hoře v roce 1620 zkonfiskován majetek. Šumice tak spolu s Olbramovicemi připadly Moravskému Krumlovu. Celé krumlovské panství koupil roku 1622 Gunkadar z Lichtenštejna za 600 tisíc zlatých. Lichtenštejnům se podařilo, aby bylo krumlovské panství prohlášeno za jejich dědičné knížectví (potvrzeno Ferdinandem II. roku 1633). V držení tohoto rodu pak ves zůstala až do zrušení patrimoniální správy roku 1848.
Během třicetileté války Šumice trpěly těžkou devastací a rabováním. Od roku 1655 jsou v obci vedeny matriční záznamy. V roce 1783 žilo ve vesnici 284 lidí. Roku 1790 otevřela farnost v obci školu, do té doby byly všechny šumické děti zapsány ve škole v Loděnicích. Po zrušení patrimoniální správy v roce 1848 se Šumice staly součástí krumlovského okresu. V roce 1890 dosáhla obec největšího počtu obyvatel, neboť zde žilo 553 osob, z nichž čtyři pětiny byly německé národnosti. Na počátku 20. století byla obec přičleněna k mikulovskému okresu.

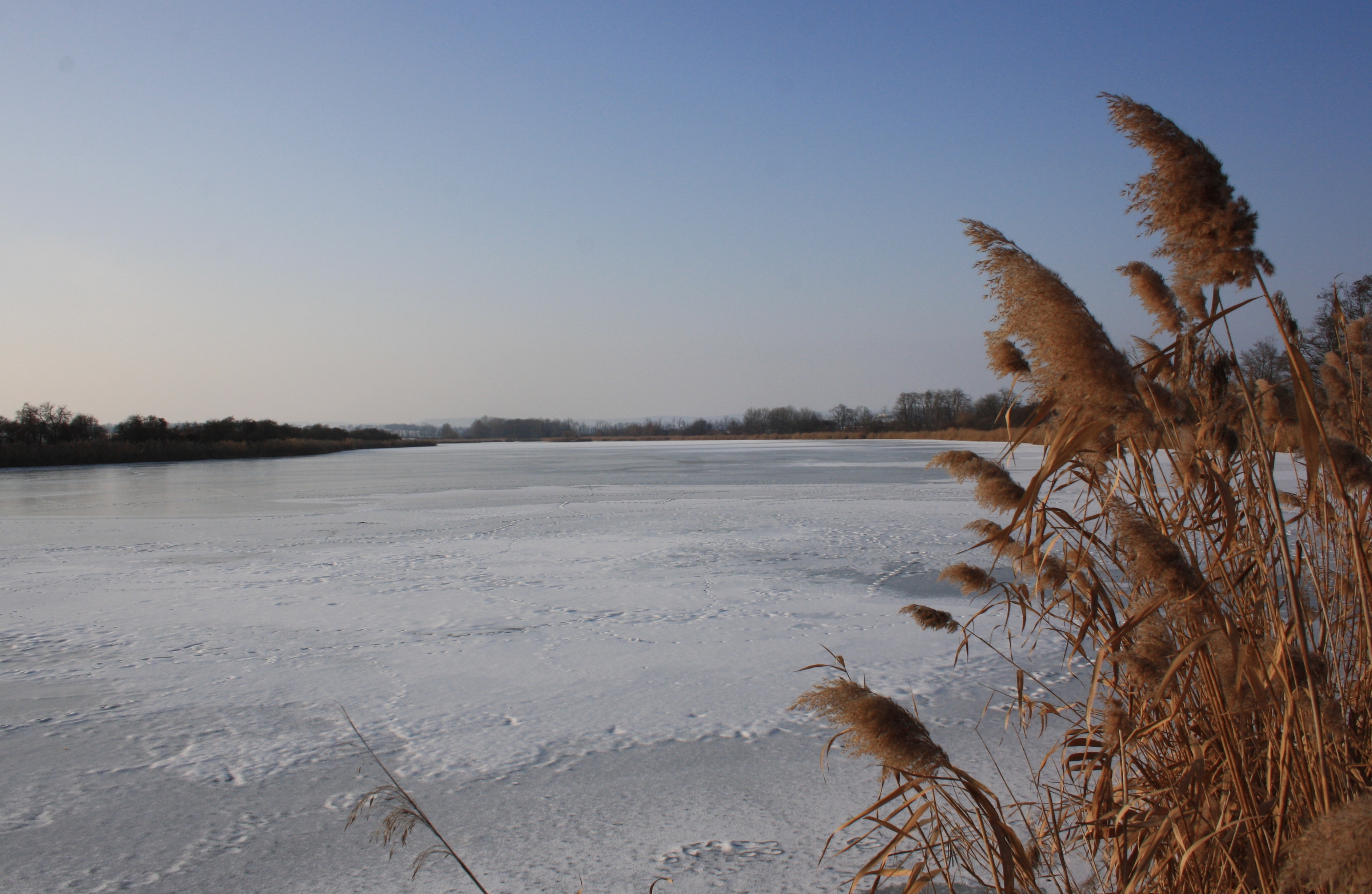
Přírodní rezervace Šumický rybník

Většina obyvatel pracovala v zemědělství. Obyvatelé Šumic se v minulosti věnovali vinařství, kterému se tu dobře dařilo. Obživu získávali také polním hospodářstvím a dobytkářstvím. Vzhledem k mírnému klimatu se zde kromě různých druhů obilovin pěstovaly brambory, kukuřice, zelenina, víno a cukrová řepa, která se pěstovala na přibližně 25 % z celkové výměry orné půdy a byla prodávána do nedalekých cukrovarů.
Během první světové války přišlo o život 25 vesničanů. Po rozpadu Rakouska-Uherska se podle smlouvy ze Saint-Germain v roce 1919 stala obec součástí nově vzniklé Československé republiky. Mezi sčítáním lidu v letech 1910 a 1930 se šestiprocentní podíl české populace zvýšil na 39 %. Obec byla elektrifikována v roce 1922, vodovod byl postaven v roce 1927. V roce 1938 byla podél potoka postavena linie lehkého opevnění. Mnichovskou dohodou byla obec na podzim 1938 postoupena Německu, od 1. října 1938 byly Šumice součástí říšské župy Dolní Podunají.
V průběhu druhé světové války přišlo o život 24 obětí obyvatel Šumic a během postupu Rudé armády v květnu 1945 byli v obci zastřeleni dva muži. Obec se téhož roku opětovně stala součástí Československa. Na základě Benešových dekretů byli v roce 1945 němečtí obyvatelé obce odsunuti. Jejich veškerý soukromý a veřejný majetek byl podle dekretu č. 108/1945 zabaven.
Po válce spadaly Šumice pod okres Moravský Krumlov, který byl zrušen v roce 1960. V letech 1961–2006 patřily pod okres Znojmo a od 1. ledna 2007 jsou součástí okresu Brno-venkov. V roce 1998 byla v katastru obce vyhlášena přírodní rezervace Šumický rybník.

## Obyvatelstvo
| Rok            | 1869 | 1880 | 1890 | 1900 | 1910 | 1921 | 1930 | 1950 | 1961 | 1970 | 1980 | 1991 | 2001 | 2011 | 2021 |
| -------------- | ---- | ---- | ---- | ---- | ---- | ---- | ---- | ---- | ---- | ---- | ---- | ---- | ---- | ---- | ---- |
| Počet obyvatel | 437  | 491  | 553  | 530  | 531  | 520  | 537  | 344  | 340  | 307  | 285  | 261  | 218  | 248  | 281  |
| Počet domů     | 65   | 71   | 76   | 78   | 79   | 79   | 87   | 89   | 81   | 80   | 80   | 85   | 86   | 85   | 100  |

Vývoj počtu obyvatel

## Pamětihodnosti
- Kaple svatého Antonína
- lehké pohraniční opevnění z roku 1938
- Socha sv. Jana Nepomuckého
- Zvonice